# Manuel Fontanals
Manuel Fontanals Mateu (Mataró, 1893-Ciudad de México, 1972) fue un escenógrafo español emigrado a México.

## Biografía
Nació el 26 de julio de 1893 en la localidad barcelonesa de Mataró. Dedicado a la escenografía, llegó a México en 1938, previo paso por la isla de Cuba. En México contrajo matrimonio con la mexicana Diana Subervielle y participó en más de dos centenares de películas. Falleció en 1972 en Ciudad de México,